# Metro de Hanói
Metro de Hanói (vietnamita: Đường sắt đô thị Hà Nội) es un sistema de metro, que incluye secciones elevadas y subterráneas, sirve en Hanói,  Vietnam, que opera Hanoi Metro Company. (HMC) Será el primer sistema de metro de Vietnam.
La primera fase del sistema, la línea 2A Cat Linh - Ha Dong (línea Cát Linh) y la línea 3: Nhon - estación de Hanoi (línea Văn Miếu) está en construcción. Se espera que la Línea 2A comienzo a operar el 6 de noviembre de 2021, pero es poco probable que lo haga, mientras que se prevé que la Línea 3 comience a operar en 2023. El período de construcción ha estado plagado de dificultades financieras, lento progreso de la construcción y accidentes industriales.
El sistema constará finalmente de 8 líneas con una longitud total de 318 km. Inicialmente, se espera que el operador transporte 200,000 pasajeros por día.

## Red actual

### Líneas
El Metro de Hanói cuenta con una línea operacional y otra en construcción:
| Línea | Línea | Terminales           | Apertura | Longitud         | Estaciones | Tipo  |
| ----- | ----- | -------------------- | -------- | ---------------- | ---------- | ----- |
|       | 2A    | Cat Linh - Yen Nghia | 2021     | 13,1 km (8,1 mi) | 12         | Metro |

| Línea | Línea | Terminales               | Apertura prevista | Longitud         | Estaciones | Tipo  |
| ----- | ----- | ------------------------ | ----------------- | ---------------- | ---------- | ----- |
|       | 3     | Nhon - Estación de Hanoi | 2023              | 12,5 km (7,8 mi) | 12         | Metro |

## Historia
Como capital de Vietnam, la población de Hanói crece rápidamente. En 2010 (año en que comenzó la construcción de la primera línea), la población de Hanói rondaba los 6.910.000 habitantes, siendo los distritos de Hoàn Kiếm y Ba Đình los de mayor densidad de población. El gobierno espera que la población de Hanoi aumente hasta los 8.000.000 de habitantes en 2030. El aumento de la población afectaría al funcionamiento y desarrollo de la ciudad. Para resolver este problema, el gobierno vietnamita y el Comité Popular de Hanoi propusieron construir un sistema de tránsito ferroviario urbano, que se propuso por primera vez a finales de los años noventa.
En 1998, el gobierno vietnamita revisó y aprobó el "Plan Director de la Capital de Hanoi hasta 2020", que sugería que Hanoi diera prioridad a la construcción de un sistema de metro, con el objetivo de construir 5 líneas. El "Plan General para el Desarrollo de la Industria del Transporte Ferroviario de Vietnam hasta 2020", publicado en 2002, y el "Plan de Desarrollo Económico y Social para 2006-2010", publicado en 2006, sugerían lo mismo y pretendían terminar el sistema de metro en 2010.

### Construcción
El inicio de la construcción se retrasó continuamente, ya que el gobierno exigió primero a las empresas consultoras de China, Francia y Japón, como Systra y la Agencia Japonesa de Cooperación Internacional, que terminaran los estudios de viabilidad, que se prolongaron de 2004 a 2007. Estas tres empresas sugirieron al gobierno de Hanoi que construyera una red formada por 6 líneas. Finalmente, en 2008, el gobierno vietnamita aprobó la construcción de las líneas sugeridas, que dividió en varias fases.
La Fase 1 incluye la construcción de la Línea 2A y la Línea 3. La construcción de la Línea 2A comenzó en 2011, y la de la Línea 3, en 2010.

## Funcionamiento y servicios

### Billetes
Para ver el precio de todas las tarifas o más detalles sobre ellas véase: Tarifas Metro Hanói
El sistema de billetes es cerrado; es decir, es necesario validar el billete tanto en las canceladoras de entrada como en las de salida.
El sistema de billetes permitirá la conexión entre todas las rutas y podrá utilizarse con otros transportes públicos como autobuses, taxis, etc. Los billetes se pueden comprar en las estaciones (taquilla o máquina expendedora), utilizando una forma de billete moderna y compacta (similar a una tarjeta de cajero automático). Los billetes utilizan tecnología moderna, con retención de valor y alta seguridad.
Hay diferentes tipos de billetes para que los pasajeros elijan: Billetes por turnos, Billetes por día, semana, mes, Billete de grupo y Billete electrónico (tarjeta IC). El precio de los billetes para la línea 2A varía dependiendo del trayecto, siendo el más bajo 8.000 VND para un viaje corto, 15.000 VND para un viaje más largo y 30.000 VND para un pase diario.
El abono mensual para un pasajero común cuesta 200.000 VND.

## Material móvil

### Línea 2A: Trenes CRRC
El 20 de octubre de 2015, la Unidad de Gestión de Proyectos Ferroviarios (RPMU) organizó la exposición de trenes de muestra Cat Linh - Ha Dong en el Centro de Exposiciones Giang Vo, en el distrito de Ba Dinh. Se tomó la decisión de utilizar trenes del fabricante chino de material rodante CRRC Corporation Limited (CRRC), fabricados por Beijing Subway Rolling Stock Equipment, para suministrar el material rodante de la Línea 2A.
Cada tren constará de 4 vagones, con capacidad para más de 1.200 pasajeros. Cada vagón pesa unas 35 toneladas, mide 19 metros de largo, 3,8 metros de alto y 2,8 metros de ancho. El primer tren llegó a Hanói en marzo de 2017 a través del puerto de Hai Phong. La CRRC suministró un total de 13 conjuntos de trenes de cuatro vagones en 2018, todos ellos estacionados actualmente en un depósito en Phu Luong, al este de Yen Nghia. Los trenes funcionan con un tercer raíl de 750 V, una primicia en Vietnam.
El exterior de los trenes está pintado de verde, y en la parte delantera aparece el sello del Templo de la Literatura de Hanói, que es el símbolo Khue Van de Hanói, y en la parte inferior aparece en blanco el nombre de la línea "Cat Linh - Ha Dong". En la esquina superior izquierda hay una pequeña pantalla LED que muestra el nombre de la línea.

### Línea 3: Trenes Alstom
El 17 de enero de 2017, Hanoi Metro Company firmó un contrato con el fabricante francés de locomotoras Alstom para suministrar el material rodante de la línea 3, que procederá de su serie Alstom Metropolis. El pedido actual es de 10 trenes, con un coste aproximado de 128 millones de dólares. Los trenes disponen de aire acondicionado, altavoces y luces LED automáticas. El interior es accesible en silla de ruedas e incluye espacio y asientos para personas mayores. Cada tren puede transportar 950 pasajeros. Los primeros trenes de cuatro vagones salieron del puerto de Dunkerque el 9 de septiembre de 2020.
Los colores cian, rosa y gris del diseño exterior simbolizan las hojas de semilla de arroz y la fruta del dragón, algunos de los principales productos de Vietnam. Además, al igual que la línea 2A, el sello del Templo de la Literatura de Hanói aparece en la parte delantera del tren.